# 5546 Salavat
5546 Salavat eller 1979 YS är en asteroid i huvudbältet som upptäcktes den 18 december 1979 av den belgiske astronomen Henri Debehogne vid La Silla-observatoriet. Den är uppkallad efter den ryska staden Salavat.
Asteroiden har en diameter på ungefär 8 kilometer och den tillhör asteroidgruppen Eunomia.